# Virginia Slims of Nashville 1991
Virginia Slims of Nashville 1991 — жіночий тенісний турнір, що проходив на закритих кортах з твердим покриттям Maryland Farms Racquet Club у Брентвуді (США). Належав до турнірів 4-ї категорії в рамках Туру WTA 1991. Відбувсь ушосте і востаннє, і тривав з 4 листопада до 10 листопада 1991 року. Четверта сіяна Сабін Аппельманс здобула титул в одиночному розряді й отримала 27 тис. доларів США.

## Фінальна частина

### Одиночний розряд
Сабін Аппельманс —  Катріна Адамс 6–2, 6–4
- Для Аппельманс це був 2-й титул в одиночному розряді за рік і за кар'єру.

### Парний розряд
Сенді Коллінз /  Елна Рейнах —  Яюк Басукі /  Кароліна Віс 5–7, 6–4, 7–6